# Signed, Sealed, Delivered I'm Yours
Signed, Sealed, Delivered I'm Yours är en låt lanserad av Stevie Wonder 1970. Den släpptes som singel från albumet Signed, Sealed & Delivered och blev den första singel som Wonder producerade helt själv. Den innebar också att han för första gången nominerades till en Grammy, men han vann inte.
Den har sedermera spelats in av många andra artister, bland andra Peter Frampton (1977) och Chaka Khan (1988). Barack Obama har använt låten i sina presidentvalskampanjer.

## Listplaceringar
- Billboard Hot 100, USA: #3[1]
- UK Singles Chart, Storbritannien: #15[2]
- Tio i topp, Sverige: Låten testades för listan, men tog sig inte in och nådde #15[3]